# 刀口效应
刀口效应（Knife-edge effect）即电磁波传播在遇到障碍物时，与障碍物边缘相遇部分的电磁波传播方向发生改变而进入障碍物的荫影区域的这种现象。
可用惠更斯－菲涅耳原理解析刀口效应：这原理认为；当传播的电磁波遇到障碍物边缘时，此处就成了第二个波源；同时产生新的波前锋，改变了前进的方向而可进入障碍物的荫影部份。电磁波不再受到阻挡。